# Burgerlijk procesrecht (Nederland)
Geschillen in het burgerlijk recht worden afgedaan volgens de regels van het burgerlijk procesrecht, ook wel formeel privaatrecht genoemd die zijn neergelegd in het Wetboek van Burgerlijke Rechtsvordering.

## Hoofdpersonen in het civiel recht
De twee partijen in het civiel recht heten in de dagvaardingsprocedure de eiser en de gedaagde en in de verzoekschriftprocedure de verzoeker en de verweerder of de belanghebbende(n). De eiser begint de civiele dagvaardingsprocedure en de gedaagde is zijn tegenstander: de gedaagde moet zich in een proces verdedigen. De partijen krijgen in een proces te maken met een aantal personen:
- De rechter: de rechter is onpartijdig en hoort (meestal door middel van het lezen van schriftelijke stukken) beide partijen. Hij doet een uitspraak op basis van wat hij heeft gehoord en is daarbij aan niemand verantwoording schuldig. Hij is alleen gebonden aan het recht.
- De griffier: de griffier noteert het belangrijkste wat er tijdens de rechtszitting wordt gezegd en gedaan. De rechter neemt een beslissing op basis van de stukken en wat er tijdens de zitting is gezegd. De griffier maakt meestal het concept van de uitspraak.
- De advocaat: iemand die een burgerlijk proces wil beginnen, moet meestal eerst een advocaat inschakelen. Een advocaat geeft meestal eerst advies over de zaak. Soms probeert hij een regeling te treffen met de tegenpartij. Pas als dat niet lukt, stapt hij naar de rechter. In de meeste gevallen moeten partijen zich door een advocaat laten bijstaan. Bij de kantonrechter is een advocaat niet verplicht. De gedaagde in kort geding hoeft zich evenmin door een advocaat te laten vertegenwoordigen. Iedereen heeft het recht om de hulp van een advocaat in te roepen. Wie dat niet kan betalen, krijgt er een toegewezen via de Raad voor Rechtsbijstand. Wel moet dan altijd een eigen bijdrage worden betaald, die afhankelijk is van iemands inkomen en vermogen. Daarnaast bestaan er ook in het hele land zogenaamde  juridische loketten. Hier kan iedereen advies krijgen over juridische zaken.

## Procedure in het civiel recht
Degene die in een burgerlijk proces is verwikkeld, krijgt vaak met verschillende rechterlijke instanties te maken. In Nederland houden drie instanties zich met civiele rechtsprocedures bezig:
- een rechtbank (11 rechtbanken)
- een gerechtshof (4 gerechtshoven)
- de Hoge Raad.

Vroeger waren er ook nog afzonderlijke kantongerechten, maar die vallen vanaf 2002 onder de rechtbanken. In het civiele recht bestaan bovendien ook alternatieve procedures, waarbij meningsverschillen op een andere manier dan door de rechter worden opgelost, bijvoorbeeld door een geschillencommissie, arbitrage of door mediation.

## De rechtbank
Daarnaast behandelen rechters bij de rechtbank alle zaken die niet in eerste instantie bij de kantonrechter terechtkomen. Meestal oordeelt de rechter op grond van schriftelijke stukken. Partijen hoeven dan niet voor de rechter te komen. Bij familiezaken is dat wel het geval. Een speciale procedure bij de rechtbank is het kort geding. De regels voor het procederen staan in het Wetboek van Burgerlijke Rechtsvordering en in de procesreglementen, die te vinden zijn op rechtspraak.nl.

### Kantongerecht
Het Kantongerecht is een sector van de rechtbank, bedoeld voor de eenvoudiger geschillen. Burgers kunnen er op een relatief eenvoudige manier hun recht halen. Dat betekent dat zij zelf hun zaken mogen behartigen en niet verplicht zijn een advocaat of een andere gemachtigde in te schakelen. Formeel bezien kan je bij het kantongerecht niet bij advocaat verschijnen, maar alleen bij gemachtigde. Als iemand toch bij advocaat verschijnt dan wordt net gedaan alsof die persoon bij gemachtigde is verschenen. De kantonrechter behandelt alle huur-, huurkoop- en arbeidszaken. Verder behandelt hij alle zaken waarin het gaat om niet meer dan € 25.000. Dit bedrag van € 25.000 bedraagt de hoofdsom. De wettelijke rente die is berekend tot de dag, waarop de dagvaarding wordt uitgebracht, wordt hier bijgerekend. Zie voor de wettelijke regeling artikel 93 van het Wetboek van Burgerlijke Rechtsvordering. Als de vordering inclusief de wettelijke rente meer is dan € 25.000, moet de zaak voor de sector civiel van de rechtbank worden gebracht.
Bovendien moet iedere kantonrechter een zaak behandelen indien partijen gezamenlijk besluiten zijn beslissing in te roepen. Dit wordt volontaire jurisdictie of willige rechtsmacht genoemd (art. 96 Wetboek van Burgerlijke Rechtsvordering).
Als een partij het niet eens is met de uitspraak van de kantonrechter, kan hij daartegen hoger beroep instellen bij het gerechtshof. Wel moet het dan gaan om een bedrag dat hoger is dan € 1.750 of om een zaak die niet in geld is uit te drukken, bijvoorbeeld om de ontruiming van een woning (art. 332 lid 1 Wetboek van Burgerlijke Rechtsvordering).

## Het gerechtshof
De raadsheren van een gerechtshof behandelen alleen zaken in hoger beroep tegen vonnissen van een rechtbank, inclusief vonnissen van de sector kanton. De procedure bij het gerechtshof lijkt op de procedure bij de rechtbank. Sommige gerechtshoven behandelen exclusief een bepaald soort zaken, bijvoorbeeld pachtzaken of zaken waarbij ondernemingsraden zijn betrokken.
Soms komen partijen overeen, dat zaken meteen worden voorgelegd aan het gerechtshof en dus de rechtbank of sector kanton wordt overgeslagen. Dit heet prorogatie van rechtspraak (art. 329-331 Rv en art. 62 Wet RO). Men volgt hierbij dezelfde procedureregels als de civiele procedure in eerste aanleg. Vervolgens staat alleen nog de mogelijkheid van cassatieberoep bij de Hoge Raad open. Prorogatie van rechtspraak wordt vaak toegepast indien partijen het over de feiten eens zijn, doch een rechtskwestie aan de rechter willen voorleggen. Samen sprongcassatie is het een manier om de rechtsgang te versnellen.

## De Hoge Raad
Een partij die het niet eens is met een uitspraak, kan bij de Hoge Raad in cassatie gaan. De Hoge Raad controleert alleen of de rechtbank of het gerechtshof de rechtsregels goed heeft toegepast. Bij de Hoge Raad kan men dus niet meer over feiten gaan twisten.
Komt de Hoge Raad tot het oordeel dat rechtsregels niet goed zijn toegepast, dan wordt de uitspraak vernietigd en wordt de zaak terugverwezen naar een andere rechtbank of een gerechtshof dat de zaak moet afdoen, met inachtneming van het oordeel van de Hoge Raad. Deze controlefunctie van de Hoge Raad blijkt ook uit het bestaan van de procedure cassatie in het belang der wet. Dit gebeurt als een lagere rechter een uitspraak heeft gedaan die juridisch niet in orde is, maar de partijen het niet nodig vinden om in cassatie te gaan. Om precedentwerking van de "slechte" uitspraak te voorkomen, kan een advocaat-generaal bij de Hoge Raad de zaak voorleggen aan de Hoge Raad. Dit heet cassatie in het belang der wet. De uitspraak van de Hoge Raad heeft dan voor de partijen geen gevolgen, maar is bedoeld om voor de lagere rechters een duidelijke lijn uit te zetten.
Een bekend voorbeeld van een zaak waarin De Hoge Raad zijn controlerende taak liet gelden, was de zaak van het ongeluk dat plaatsvond op 9 april 2005 in Geervliet dat valt onder de gemeente Bernisse, waarbij een automobilist en een motorrijdster betrokken waren.
De situatie was dat de automobilist wegreed van het tankstation. Eenmaal ter hoogte van de afrit van het tankstation, remde hij tot de auto bijna tot stilstand gekomen was. Hierna heeft hij over zijn linkerschouder gekeken om de verkeerssituatie waar te nemen. Toen de automobilist deze handeling verrichtte, was hij in staat om de verkeerssituatie goed waar te nemen, gezien het feit er geen sprake was van belemmeringen waardoor zijn zicht verminderd kon worden. De automobilist was in de wetenschap een voorrangsweg te naderen, de N218, en het doorgaande verkeer voorrang te moeten verlenen. De automobilist nam geen verkeer waar op de weg, waarna hij de N218 opreed. Nadat de automobilist zo'n twintig meter op de N218 reed in de richting van Spijkenisse, hoorde hij ineens iets remmen. Op hetzelfde moment nam hij in zijn achteruitkijkspiegel een motorrijdster waar. Deze motorrijdster maakte een slingerende beweging en reed tegen de linkerachterzijde van de auto van de automobilist aan. De automobilist zag dat de motorrijdster de weghelft van het tegenovergestelde verkeer op gleed en in botsing kwam met het tegemoetkomende verkeer. De motorrijdster kwam in botsing met een Mercedes, welke met het linkerachterwiel over de motorrijdster heenreed. Dit had ernstig letsel bij de motorrijdster tot gevolg. De motorrijdster had namelijk zwaar lichamelijk letsel: een breuk van het hielbeen, een gebroken vinger, een breuk van het bekken en twee gebroken ribben.
Zowel de Rechtbank als het Gerechtshof bevonden de automobilist schuldig aan dit ongeluk. Echter, de automobilist, tevens gedaagde in deze zaak, legde zich niet neer bij de uitspraken van de Rechtbank en het Gerechtshof en ging succesvol in cassatie bij de Hoge Raad. In cassatie werd het arrest van het Gerechtshof vernietigd door de Hoge Raad en werd het arrest teruggewezen naar het Gerechtshof om te zorgen voor een nieuwe uitspraak.
De Hoge Raad oordeelde, mede gelet op art. 6 WVW 1994, anders dan het Gerechtshof oordeelde, dat uit de enkele omstandigheid dat de automobilist geen verkeer waarnam en de motorrijdster over het hoofd gezien heeft ondanks dat deze wel zichtbaar moet zijn geweest, de automobilist geen aanmerkelijke onoplettendheid en met aanmerkelijke verwaarlozing van deze geboden zorgvuldigheid wat betreft zijn rijgedrag, kan worden verweten.

## Alternatieve procedures
Niet alle conflicten hoeven door een rechter te worden opgelost. Meningsverschillen tussen partijen in een bepaalde bedrijfstak bijvoorbeeld kunnen ook worden voorgelegd aan een commissie van deskundigen. We noemen dit arbitrage. Op het gebied van het consumentenrecht bestaan verschillende geschillencommissies. Omdat een procedure voor de rechter veel geld kost en vaak lang duurt, stimuleert de overheid alternatieve manieren om conflicten op te lossen. Zo wordt er bijvoorbeeld geëxperimenteerd met bemiddelaars die helpen bij echtscheidingen.

### Artikel 96 Rv procedure
Een vrij onbekende procedure die ook gebruikt kan worden om relatief snel en relatief eenvoudig een oordeel van een onafhankelijk recht te krijgen als partijen niet lijnrecht tegenover elkaar staan maar er onderling niet uitkomen, is de procedure van artikel 96 Rv. Ook speelt het waarborgen van de onderlinge relatie dikwijls een rol in de keuze voor een dergelijke procedure. De art. 96 Rv procedure kan van pas komen bij bijvoorbeeld arbeidsconflicten over wijziging van arbeidsvoorwaarden en CAO of OR-vraagstukken. Ook in testamenten wordt de procedure opgenomen. Inzet van een advocaat is niet verplicht maar kan wel helpen bij het opstellen van een overzichtelijk verzoekschrift. Partijen hebben met deze procedure de mogelijkheid zelf te bepalen aan welke rechtbank in Nederland zij de zaak voorleggen en hoe de procedure wordt gevoerd. Daardoor kan er sneller, veelal goedkoper en op meer informele wijze worden geprocedeerd. Voorwaarde is dat het gaat om rechtsgevolgen die ter vrije bepaling van partijen staan en alle partijen de kwestie op deze manier aan de rechter willen voorleggen.

## Beslissing van de rechter
Degene die in een burgerlijk proces gelijk heeft gekregen van de rechter, zal het vonnis of de beschikking willen uitvoeren. Dat kan pas nadat de tegenpartij weet wat de uitspraak is: een deurwaarder brengt de tegenpartij daarvan op de hoogte. Komt de tegenpartij zijn plichten niet vrijwillig na, dan kan de gerechtsdeurwaarder zogenaamde dwangmiddelen toepassen. Hij kan bijvoorbeeld beslag leggen op het loon van iemand die weigert alimentatie te betalen. Ook de rechter kan een dwangsom opleggen: de partij die zich niet aan de uitspraak van de rechter houdt, moet dan een bepaald bedrag betalen aan de andere partij.

## De dagvaardingsprocedure
Iemand die een proces begint, zal de wederpartij moeten dagvaarden. In die dagvaarding staat wat de eiser verlangt van de gedaagde. De door de gerechtsdeurwaarder uitgebrachte dagvaarding moet vervolgens naar het gerecht gestuurd worden en er moeten griffierechten betaald worden. Dat zijn een soort administratiekosten. De gedaagde kan vervolgens schriftelijk reageren op de dagvaarding. De termijn van dagvaarding is minimaal een week en die termijn begint na het uitbrengen van het exploot, door de deurwaarder.
Het rechtsgeding is aangevangen vanaf de dag van de dagvaarding. Tot het eindvonnis kan de eiser zijn eis nog verminderen, vermeerderen of wijzigen.
Na de (conclusie van) eis dient de gedaagde een conclusie van antwoord (verweerschrift) in en heeft hij ook de mogelijkheid een tegeneis/-vordering in te stellen: de zogenaamde eis in reconventie.
Na de conclusie van antwoord, kan de rechter een comparitie van partijen (verschijning van partijen) bevelen. Doet hij dit niet, dan volgt meteen na de conclusie van antwoord van de gedaagde: de conclusie van repliek van de eiser, gevolgd door de conclusie van dupliek van de gedaagde.
De termijnen van het nemen van de conclusies worden door de rechter vastgesteld en zijn niet terug te vinden in de wet.
Als de gedaagde niet verschijnt bij de rechtszaak ("verstek laat gaan"), wordt de vordering van de eiser toegewezen, tenzij de rechter deze vordering onrechtmatig of ongegrond vindt. De gedaagde, die niet is verschenen, kan nog tot het eindvonnis de verstekprocedure laten omzetten in een procedure van tegenspraak. Wordt het verstekvonnis toch gewezen, dan heeft de gedaagde vier weken de tijd om hiertegen verzet aan te tekenen vanaf het moment dat de gedaagde bekend is geworden met het vonnis (door betekening van het vonnis, een daad die bekendheid doet veronderstellen of tenuitvoerlegging).
Verder zijn er nog de zogenaamde incidentele vorderingen, die plotseling tijdens de procedure worden opgevoerd. De rechter beslist eerst over incidentele vorderingen en daarna over de overige vorderingen.
Ten slotte bepaalt de rechter de datum van de uitspraak (het vonnis) en deelt deze datum aan de procespartijen mee. De rechter beslist met name op basis van de dagvaarding en het antwoord op de dagvaarding (= conclusie van antwoord). Zijn uitspraak heet een vonnis. In beginsel kan het vonnis meteen uitgevoerd worden. Gaat een partij echter in hoger beroep dan wordt deze mogelijkheid geschorst. Als een vonnis evenwel "uitvoerbaar bij voorraad" worden verklaard, kan het vonnis wel ten uitvoer worden gelegd, ook al is er inmiddels hoger beroep ingesteld. De termijn voor hoger beroep in dagvaardingszaken bedraagt drie maanden.

## De verzoekschriftprocedure
Soms begint een proces niet met een dagvaarding, maar met een verzoekschrift. In de wet staat dan vermeld, dat een zaak met een verzoekschrift moet worden ingeleid. Daarin vraagt de ene partij aan de rechter iets te doen, bijvoorbeeld om een arbeidsovereenkomst te ontbinden. Zaken die worden begonnen met een verzoekschrift zijn onder meer de echtscheidingsprocedure, de alimentatieprocedure, omgangsprocedure en de ondertoezichtstelling. De uitspraak van een rechter heet in zo'n geval een beschikking.
De hoofdregel is dat de rechter van de woonplaats van de verzoeker of een van de belanghebbenden (verweerder) bevoegd is te oordelen: dit is de rechtbank, onder welk arrondissement of ressort deze woonplaats valt. Deze bevoegdheid heet de relatieve bevoegdheid.
Verder gelden nog een aantal bijzondere regels hierbij:
- Zaken betreffende de burgerlijke stand (het gerechtsgebouw waaronder de betreffende gemeente valt).
- Huurzaken (het gerechtsgebouw waaronder de plaats van het gehuurde valt).
- Kinderzaken (het gerechtsgebouw waaronder de woonplaats van de minderjarige valt).
- Curatele en bewind (het gerechtsgebouw waaronder de woonplaats van de onder curatele of onder bewind gestelde valt).
- Vermissingszaken (het gerechtsgebouw waaronder de plaats van vermissing valt).
- Vaststelling van overlijden (Rechtbank Den Haag).
- Nalatenschappen (het gerechtsgebouw waaronder de plaats van overlijden valt).

Leidt het bovenstaande niet tot de aanwijzing van de "relatief bevoegde" rechter, dan is de rechtbank in Den Haag bevoegd. In scheidingszaken mogen partijen zelf een gerecht uitzoeken als zij dat willen.
De verzoekers en andere belanghebbenden worden door de griffier met een gewone (dus geen aangetekende) brief opgeroepen voor de zitting. Personen die niet in de procedure zijn betrokken, worden echter wel met een aangetekende brief door de griffier opgeroepen.
De tegenpartij van de verzoeker kan nog tot de aanvang van de zitting een verweerschrift indienen, en eventueel nog tijdens de zitting (als de rechter dit toestaat).
Na afloop van de behandeling van de zaak, bepaalt de rechter de datum van de uitspraak (beschikking) en deelt deze datum mee.

## Het kort geding
Een kort geding is een snelle behandeling van een zaak waarin haast is geboden. Dat is bijvoorbeeld het geval bij stakingen of de ontruiming van een woning. Bij een kort geding vindt altijd een mondelinge behandeling plaats. Ook voor een geldvordering kan een vonnis in kort geding worden gevraagd. Dan moet het in hoge mate aannemelijk zijn dat de vordering in een eventuele bodemprocedure zou worden toegewezen en bovendien geen restitutierisico bestaat. Tot 1 januari 2002 werd een kort geding nog gevoerd bij de president van de rechtbank, maar sinds de invoering van het nieuwe burgerlijk procesrecht op 1 januari 2002, vindt een kort geding plaats bij de voorzieningenrechter.
Beide partijen moeten griffierecht betalen. De gedaagde mag zichzelf verdedigen, hij of zij behoeft zich niet door een advocaat (vroeger: procureur) te laten vertegenwoordigen. De behandeling bestaat als regel uit het voorlezen van een pleitnota, waarvan een kopie aan de rechter en aan de eiser moet worden gegeven. Als een van de partijen het niet eens is met de uitspraak van de kortgedingrechter, kan hij binnen vier weken na de uitspraak een kort geding in hoger beroep beginnen, en daarna in kort geding naar de Hoge Raad gaan. Daarna kan een partij ook nog een gewone procedure (een zogenoemde bodemprocedure) starten. Dit kan dus betekenen dat de partijen, voordat er een definitieve einduitspraak ligt, zes instanties doorlopen hebben.
Het oordeel van de kortgedingrechter is een voorlopig oordeel blijft gelden, totdat de rechter een uitspraak doet in een bodemprocedure. Als geen bodemprocedure wordt gevoerd is de uitspraak in kort geding tevens het definitieve oordeel.

## Na de uitspraak
Na de uitspraak moet de eisende partij zorgen, dat het vonnis betekend wordt door de deurwaarder. Deze kan dan overgaan tot executie wanneer de verliezende partij niet heeft voldaan aan de rechterlijke uitspraak. Als de winnende partij gebruik heeft gemaakt van een gemachtigde, zoals een juridisch adviseur of advocaat, dan maakt het deurwaarderskantoor de ontvangen gelden van de verliezende partij eerst over naar deze gemachtigde die dan vervolgens ervoor moet zorgen dat zijn cliënt het aan hem toebehorende deel ontvangt.

## Procesreglementen
Elke rechtscollege kan eigen procesreglementen opstellen voor de dagelijkse gang van zaken, die alleen bij dit rechtscollege gelden, er bestaat voor de rechter geen verplichting de regels te volgen. Naar aanleiding van een uitspraak van de Hoge Raad van 3 juni 2022 zijn alle procesreglementen, met uitzondering van het Landelijk strafprocesreglement, in juni en juli 2022 door de gerechtsvergaderingen vastgesteld. Ze zijn daarom sindsdien te beschouwen als recht in de zin van art. 79 Wet op de Rechterlijke Organisatie (RO).

## Vereenvoudiging en digitalisering
Zie Vereenvoudiging en digitalisering van het procesrecht in Nederland in het artikel Procesrecht.